# Градива

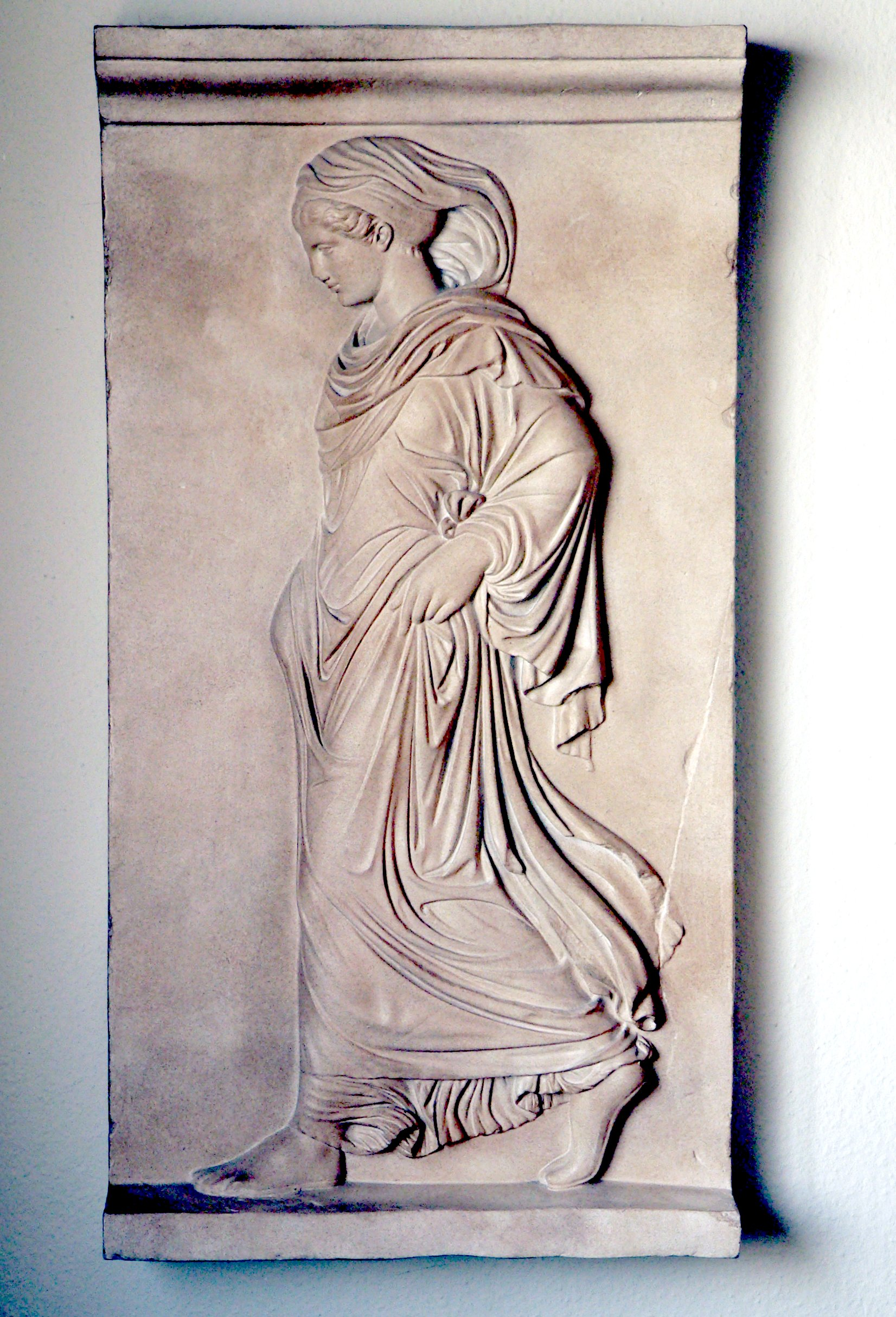
Ватиканский барельеф «Шагающая женщина»

«Градива» (Gradiva) — неоаттический мраморный барельеф из собрания ватиканского музея Кьярамонти, повторяющий неизвестный древнегреческий оригинал периода раннего эллинизма. Изображает молодую женщину, которая шагает, слегка приподняв подол. Название переводится с латыни как «шагающая» (жен. форма от Gradivus, один из эпитетов бога Марса).

## В искусстве
В 1902 г. в одном из венских периодических изданий появилась повесть В. Йенсена «Градива». Сюжет прост: главный герой, Норберт Ганольд, влюбился в увиденный в музее античный барельеф, заказал себе копию и повесил на стене своей комнаты. Ночью ему приснилась женщина, шагающая на фоне горящего Везувия. Ганольд приехал в Помпеи (древний город, разрушенный извержением этого вулкана), где встретил девушку из своего сна. Последующая часть книги описывает попытки Ганольда разыскать девушку и подтвердить её действительное существование.
Повесть Йенсена — первый пример т. н. литературы снов, которая получила распространение в Австрии начала XX века («Голем» Мейринка, «Повесть-сновидение» А. Шницлера). В одной из своих первых работ по эстетике Зигмунд Фрейд истолковал одержимость героя Йенсена шагающей женщиной его вытесненным фетишизмом, который, в свою очередь, восходит к «детским эротическим впечатлениям» автора книги. Фрейд был настолько заинтригован повестью, что повесил копию барельефа в своём кабинете (ныне лондонский музей Фрейда).
Поскольку литература снов предвещала французский сюрреализм, Андре Бретон и другие деятели этого направления подняли на щит повесть Йенсена и объявили «женщину-сновидение, шагающую сквозь стены» музой сюрреализма. В 1937 г. Бретон и Дюшан открыли художественную галерею «Градива» на левом берегу Сены. Сальвадор Дали использовал это имя применительно к циклу полотен, изображающих его жену и музу Галу. У Андре Массона есть полотно «Метаморфоза Градивы» (1939).
Ален Роб-Грийе обращался к мотивам «Градивы» Йенсена во многих произведениях с налётом сюрреализма, включая сценарий «Прошлым летом в Мариенбаде» (1961, в манере венской литературы сновидений), фильмы «Прекрасная пленница» (1983, вдохновлён полотнами сюрреалиста Магритта) и «Вам звонит Градива» (2006, последняя работа Роб-Грийе в кино). Джорджо Альбертацци, сыгравший одну из главных ролей в «Мариенбаде», в 1970 г. снял по повести Йенсена одноимённый фильм с Лаурой Антонелли в главной роли.